# Unternehmen Eisenhammer
Das Unternehmen Eisenhammer war der Deckname einer deutschen Militäroperation für einen im März 1945 geplanten Luftangriff der deutschen Luftwaffe gegen wichtige sowjetische Kraftwerke, um die Rüstungsindustrie zu lähmen.

## Der Plan

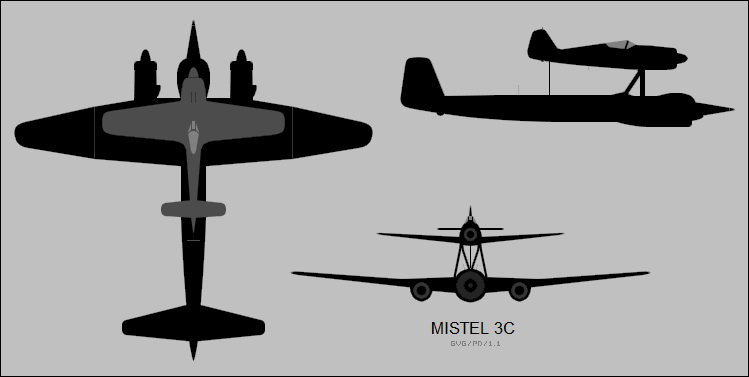
Eine Mistel-Kombination mit Ju 88 und Fw 190

Vorgesehene Angriffsziele waren zwölf Dampf- und Wasserkraftwerke im Umkreis von Moskau, unter anderem bei Tula, Stalinogorsk und Gorki.
Der Angriff sollte unter anderem mit 100 Mistelgespannen durchgeführt werden. Hierbei handelte es sich um Junkers Ju 88-Kampfflugzeuge, deren Cockpit durch eine Sprengladung ersetzt und durch ein aufgesetztes Jagdflugzeug vom Typ Focke-Wulf Fw 190 oder Messerschmitt Bf 109 ins Ziel gesteuert wurde.
Als Startplätze waren unter anderem Oranienburg, Rostock, Peenemünde und Rechlin vorgesehen. Die Landung sollte im Kurland-Kessel, zu dieser Zeit das östlichste noch deutsch besetzte Gebiet, erfolgen. Das Unternehmen wurde jedoch aufgrund der Kriegslage nicht mehr durchgeführt.

### Operation Burgund
Unter dem Decknamen Burgund sollten als Teil des Unternehmens Eisenhammer die Staubecken bei Rybinsk, Uglitsch und Wolchow angegriffen werden. Als Absprunghafen für die Langstreckenbomber des Typs Heinkel He 177 war der Flugplatz Prowehren bei Königsberg vorgesehen. Die Zielfindung sollte mit Hilfe des Navigationssystems Sonne erfolgen. Am Ziel angekommen, sollten die Bomber Treibminen des Typs BM 1000 („Sommerballon“) in die Staubecken werfen, welche mit der Strömung zum Einlaufrechen der Turbinenanlage treiben sollten. Nachdem sie dort zum Stillstand gekommen wären, hätte ein strömungsempfindlicher Zünder oder ein Zeitzünder die Explosion auslösen sollen. Der Befehl zur Durchführung der Operation erging am 11. November 1944. Nur wenige Tage später wurde sie jedoch „vorerst“ wieder abgeblasen, da die Zeit bis zum Beginn der Eisbildung auf den Stauseen für eine erfolgreiche Vorbereitung nicht mehr ausreichte.